# Kurtharzia sulcata
Kurtharzia sulcata är en insektsart som först beskrevs av Bolívar, I. 1912.  Kurtharzia sulcata ingår i släktet Kurtharzia och familjen Pamphagidae. Inga underarter finns listade i Catalogue of Life.